# Jugoslawische Volleyballnationalmannschaft der Frauen
Die jugoslawische Volleyballnationalmannschaft der Frauen war eine Auswahl der besten jugoslawischen Spielerinnen, die den nationalen Volleyballverband der SFR Jugoslawien bei internationalen Turnieren und Länderspielen vertrat. Die Jugoslawinnen nahmen an einer Weltmeisterschaft und mehreren Europameisterschaften teil, qualifizierten sich aber nicht für die Olympischen Spiele oder andere Turniere.
Von 1993 bis 2003 gab es die Bundesrepublik Jugoslawien und von 2003 und 2006 Serbien und Montenegro, die beide von der serbisch-montenegrinischen Nationalmannschaft vertreten wurden. Seit 2006 spielt die serbische Nationalmannschaft. Aus der SFR Jugoslawien gingen außerdem die Nationalmannschaften von Bosnien-Herzegowina, Kosovo, Kroatien, Montenegro, Nordmazedonien und Slowenien hervor.

## Geschichte

### Weltmeisterschaften
Die jugoslawischen Frauen nahmen 1978 in der Sowjetunion zum einzigen Mal an einer Weltmeisterschaft teil. Sie gewannen ein Vorrundenspiel gegen die Niederlande, schieden aber als Gruppendritter aus.

### Olympische Spiele
Bis zur Auflösung 1993 schaffte Jugoslawien keine Qualifikation für die Olympischen Spiele.

### Europameisterschaften
Die Jugoslawinnen nahmen 1951 in Paris erstmals an einer Europameisterschaft teil und wurden gleich Dritter. 1958 belegten sie den siebten Platz und 1963 wurden sie Achter. Beim Turnier 1971 kamen sie nicht über den 14. Platz hinaus. Bei der EM 1975 waren sie als Gastgeber in einer Vorrundengruppe u. a. mit dem DDR-Team und der bundesrepublikanischen Mannschaft und schieden als Gruppendritter aus. Bei den nächsten drei Turnieren belegten sie die Plätze neun, zehn und elf. Danach waren sie 1989 in Deutschland wieder dabei und wurden Achter. Zwei Jahre später kamen sie bei ihrem letzten EM-Turnier auf den neunten Rang.